# Paul McGillion
Paul McGillion (Paisley, 5 gennaio 1969) è un attore canadese.

## Biografia
Nato a Paisley in Scozia come sesto di sette figli, all'età di 2 anni si trasferisce con la sua famiglia in Canada.
Nel 1998 e 1999 ha insegnato presso la Vancouver Film School.
Dal 2004 lavora nella serie di fantascienza Stargate Atlantis nel ruolo del medico scozzese Carson Beckett. Nella stagione 1 il suo era un personaggio ricorrente mentre fu promosso a personaggio fisso nelle stagioni 2 e 3 per poi tornare ad essere impiegato come personaggio ricorrente nelle stagioni 4 e 5.
Ha anche interpretato il ruolo del giovane dr. Littlefield nell'episodio "The Torment of Tantalus" (stagione 1 di Stargate SG-1).

## Filmografia parziale

### Cinema
- The Replicant (Replicant), regia di Ringo Lam (2001)
- Mister Vendetta (The Traveler), regia di Michael Oblowitz (2010)
- The Marine 4: Moving Target, regia di William Kaufman (2015)
- Nemesi (The Assignment), regia di Walter Hill (2016)
- Il sole a mezzanotte - Midnight Sun (Midnight Sun), regia di Scott Speer (2018)
- Skyscraper, regia di Rawson Marshall Thurber (2018)

### Televisione
- X-Files – serie TV, 2 episodi (1994-1997)
- Stargate SG1 – serie TV, episodio 1x11 (1997)
- Jack, regia di Lee Rose – film TV (2004)
- Stargate Atlantis – serie TV, 60 episodi (2004-2009)
- La vendetta ha i suoi segreti (Engaged to Kill), regia di Matthew Hastings – film TV (2006)
- Supernatural - serie TV, episodi 5x05, 10x11 (2009, 2015)
- Parole magiche - La storia di J.K. Rowling (Magic Beyond Words: The J.K. Rowling Story), regia di Paul A. Kaufman – film TV (2011)
- Un magico Natale (Christmas Magic), regia di John Bradshaw – film TV (2011)
- C'era una volta (Once Upon a Time) – serie TV, 2 episodi (2012)
- Fringe – serie TV, episodio 5x03 (2012)
- Il sogno di una vita (Ice Sculpture Christmas), regia di David Mackay – film TV (2015)
- The Flash – serie TV, 3 episodi (2018-2019)
- Frontiera – serie TV, 2 episodi (2018)
- The Good Doctor – serie TV, episodio 3x08 (2019)
- L'estate in cui imparammo a volare (Firefly Lane) – serie TV, 12 episodi (2021-2023)
- Che Todd ci aiuti (So Help Me Todd) – serie TV, episodio 1x03 (2022)
- Avvocati di famiglia (Family Law) – serie TV, 6 episodi (2022-2024)
- Fargo – serie TV, episodi 5x03-5x04 (2023)
- Uno splendido errore (My Life with the Walter Boys) – serie TV, episodi 1x02-1x03-1x06 (2023)
- Happy Face – serie TV, episodi 1x04-1x06 (2025)

## Doppiatori italiani
Nelle versioni in italiano delle opere in cui ha recitato, Paul McGillion è stato doppiato da:
- Mauro Gravina in X-Files (ep. 4x20)
- Alberto Bognanni in Smallville
- Patrizio Prata in Jake 2.0
- Riccardo Rossi in Stargate Atlantis
- Fabrizio Russotto in 24
- Saverio Indrio in Supernatural (ep. 5x05)
- Lucio Saccone in Supernatural (ep. 10x11)
- Roberto Accornero in Un magico Natale
- Oreste Baldini in Fringe
- Sergio Lucchetti in C'era una volta
- Luca Graziani in The Killing
- Luigi Ferraro ne L'estate in cui imparammo a volare
- Massimo Rinaldi in Frontiera
- Enrico Di Troia in The Good Doctor
- Massimo De Ambrosis in Avvocati di famiglia
- Davide Marzi in Fargo